# Institut d'administration publique de Turquie et du Moyen-Orient
Ne doit pas être confondu avec Université technique du Moyen-Orient.
L’Institut d'administration publique de Turquie et du Moyen-Orient (en turc : Türkiye ve Orta Doğu Amme İdaresi Enstitüsü) est un établissement d'enseignement supérieur turc. Il est chargé de la formation des cadres et des personnels de l'administration territoriale turque est gère le portail web YerelNET qui fournit des données sur l'administration territoriale de la Turquie.